# Pavel Smrž
Pavel Smrž (16. dubna 1927 Soběslav – 13. září 1983 Liberec) byl český botanik, zakladatel a ředitel novodobé Severočeské botanické zahrady v Liberci.

## Život
Soběslavský rodák, zakladatel novodobé Severočeské botanické zahrady v Liberci (od roku 1954), kterou vedl do roku 1970.
Poté zmodernizoval univerzitní botanickou zahradu UK Praha. Jeho činnost ale začala v Severočeském muzeu v Liberci, kde pracoval v přírodovědeckém oddělení a inicioval vydávání Sborníku Severočeského muzea.
Následným důležitým počinem již v botanické zahradě v Liberci bylo vydávání katalogu semen Index seminum s mezinárodním dosahem.
Byl jedním ze signatářů Dva tisíce slov.
Pavla Smrže také připomínají informativní brožury obou botanických zahrad, publikace Pavel Smrž - Jan Kabíček, Orchideje v Severočeské botanické zahradě Liberec (1959) i kniha Aleše Kleprlíka, V zeleném zajetí (1968).
Souhrn údajů včetně životopisu zveřejnily Zprávy české botanické společnosti Praha, ročník 40, 2005, strany 315 - 317: Kým byl Pavel Smrž pro botanické zahrady v Liberci a v Praze (nekrolog opožděný o 22 let) autorů Františka Kotlaby (rovněž soběslavského rodáka) a Miloslava Studničky.